# Börje Nilsson (skådespelare)
Hans Börje Valentin Nilsson, född 26 september 1926 i Malmö, död 10 augusti 2003 i Norrtälje kommun, var en svensk barnskådespelare och koreograf.

## Filmografi
- 1936 – Annonsera!
- 1941 – Det sägs på stan
- 1942 – Ungdom i bojor
- 1945 – Blod och eld
- 1945 – Trötte Teodor
- 1946 – Begär

## Koreografi
- 1958 – Linje sex

## Scenroller (ej komplett)
| År   | Roll              | Produktion                                          | Regi             | Teater        |
| ---- | ----------------- | --------------------------------------------------- | ---------------- | ------------- |
| 1942 |                   | Min syster Eileen Joseph Fields och Jerome Chodorov | Gösta Folke      | Vasateatern   |
| 1947 | Charles Dalrymple | Brigadoon Alan Jay Lerner och Frederick Loewe       | Per-Axel Branner | Oscarsteatern |